# Kalevaspelen 2022
Kalevaspelen 2022, finska mästerskapen i friidrott, arrangerades mellan den 4 och 7 augusti 2022 i Joensuu. Arrangörsklubb var Joensuun Kataja.

## Medaljörer

### Herrar

#### Gång- och löpgrenar
| Gren               | Guld                                            | Guld         | Silver                                       | Silver   | Brons                                        | Brons        |
| 100 meter          | Samuli Samuelsson Ikaalisten Urheilijat         | 10,24        | Samuel Purola Oulun Pyrintö                  | 10,33    | Santeri Örn Polvijärven Urheilijat           | 10,43        |
| 200 meter          | Samuel Purola Oulun Pyrintö                     | 20,62        | Oskari Lehtonen Nurmijärven Yleisurheilu     | 20,82    | Samuli Samuelsson Ikaalisten Urheilijat      | 21,10        |
| 400 meter          | Viljami Kaasalainen Jyväskylän Kenttäurheilijat | 46,75        | Eljas Aalto IF Sibbo-Vargarna                | 47,25    | Asseri Välimäki Noormarkun Nopsa             | 47,53 0PB0   |
| 800 meter          | Joonas Rinne Saarijärven Pullistus              | 1.51,65      | Ville Lampinen Kenttäurheilijat-58           | 1.52,10  | Santtu Heikkinen Lempäälän Kisa Yleisurheilu | 1.52,28      |
| 1 500 meter        | Joonas Rinne Saarijärven Pullistus              | 3.46,53      | Santtu Heikkinen Lempäälän Kisa Yleisurheilu | 3.47,72  | Aleksi Kivelä Lempäälän Kisa Yleisurheilu    | 3.49,50      |
| 5 000 meter        | Mika Kotiranta Joensuun Kataja                  | 14.03,12     | Mustafe Muuse Turun Urheiluliitto            | 14.03,66 | Eero Saleva Helsingin Kisa-Veikot            | 14.03,86     |
| 10 000 meter       | Mika Kotiranta Joensuun Kataja                  | 30.02,27     | Eero Saleva Helsingin Kisa-Veikot            | 30.03,00 | Mustafe Muuse Turun Urheiluliitto            | 30.08,53     |
| 110 meter häck     | Elmo Lakka Jyväskylän Kenttäurheilijat          | 13,77        | Ilari Manninen Jyväskylän Kenttäurheilijat   | 13,98    | Eero Hirvinen Kankaanpään seudun Leisku      | 14,75 0PB0   |
| 400 meter häck     | Tuomas Lehtonen Liedon Parma                    | 51,43        | Jaakko Linnus Tampereen Pyrintö              | 51,93 PB | Anton Tallbacka HIFK                         | 52,01 0PB0   |
| 3 000 meter hinder | Topi Raitanen Helsingin Kisa-Veikot             | 8.21,10      | Hannu Granberg Lahden Ahkera                 | 9.02,43  | Eero Heinonen Turun Urheiluliitto            | 9.02,83 0PB0 |
| 20 km gång         | Joni Hava Espoon Tapiot                         | 1:23.54 0PB0 | Jerry Jokinen Naantalin Löyly                | 1:27.19  | Jaakko Määttänen Espoon Tapiot               | 1:28.57      |

#### Teknikgrenar
| Gren          | Guld                                       | Guld         | Silver                                      | Silver       | Brons                              | Brons        |
| Höjdhopp      | Arttu Mattila Äänekosken Urheilijat        | 2,15 m 0=SB0 | Matias Mustonen Lempäälän Kisa Yleisurheilu | 2,12 m       | Daniel Kosonen Tampereen Pyrintö   | 2,09 m       |
| Stavhopp      | Urho Kujanpää Tampereen Pyrintö            | 5,30 m       | Jere Keskinen Vaasan Toverit                | 5,25 m 0SB0  | Albin Lundberg Vasa IS             | 5,15 m       |
| Längdhopp     | Kalle Salminen Joensuun Kataja             | 7,96 m w     | Roni Ollikainen Helsingin Kisa-Veikot       | 7,54 m 0SB0  | Kristian Bäck Viipurin Urheilijat  | 7,42 m 0SB0  |
| Tresteg       | Simo Lipsanen Lappeenrannan Urheilu-Miehet | 16,24 m 0SB0 | Topias Koukkula Turun Urheiluliitto         | 16,01 m 0SB0 | Veikko Nugraha Espoon Tapiot       | 15,56 m 0SB0 |
| Kulstötning   | Eero Ahola Porin Yleisurheilu              | 18,06 m      | Timo Kööpikkä Seinäjoen Seudun Urheilijat   | 18,05 m 0SB0 | Nico Oksanen Turun Urheiluliitto   | 17,35 m      |
| Diskus        | Frantz Kruger Vasa Idrottssällskap         | 59,10 m      | Rami Kankaanpää Ilmajoen Kisailijat         | 55,40 m 0PB0 | Nuutti Heikkilä Tampereen Pyrintö  | 52,52 m 0PB0 |
| Släggkastning | Aaron Kangas Kankaanpään seudun Leisku     | 72,80 m      | Tuomas Seppänen Noormarkun Nopsa            | 72,68 m      | Henri Liipola Someron Esa          | 72,44 m      |
| Spjutkastning | Lassi Etelätalo Joensuun Kataja            | 84,62 m 0SB0 | Toni Kuusela Kuortaneen Kunto               | 84,01 m 0SB0 | Toni Keränen Limingan Niittomiehet | 82,52 m      |

#### Mångkamp
| Gren    | Guld                           | Guld         | Silver                            | Silver  | Brons                             | Brons        |
| Tiokamp | Juuso Hassi Oriveden Ponnistus | 7 459 p 0SB0 | Juuso Toivonen Ähtärin Urheilijat | 7 224 p | Ville Toivonen Ähtärin Urheilijat | 7 068 p 0SB0 |

### Damer

#### Gång- och löpgrenar
| Gren               | Guld                                           | Guld          | Silver                                      | Silver        | Brons                              | Brons         |
| 100 meter          | Anniina Kortetmaa Jyväskylän Kenttäurheilijat  | 11,60         | Milja Thureson Turun Toverit                | 11,66         | Johanna Kylmänen Raision Kuula     | 11,71         |
| 200 meter          | Anniina Kortetmaa Jyväskylän Kenttäurheilijat  | 23,42 0=PB0   | Milja Thureson Turun Toverit                | 24,03         | Jenna Kokkonen Kajaanin Kipinä     | 24,11 0PB0    |
| 400 meter          | Viivi Lehikoinen HIFK                          | 53,02 0SB0    | Mette Baas Joensuun Kataja                  | 53,08         | Milja Thureson Turun Toverit       | 53,40         |
| 800 meter          | Sara Kuivisto Borgå Akilles                    | 2.04,12       | Eveliina Määttänen Espoon Tapiot            | 2.05,12       | Viola Westling Turun Urheiluliitto | 2.05,38       |
| 1 500 meter        | Sara Kuivisto Borgå Akilles                    | 4.10,66 0SB0  | Camilla Richardsson Esbo IF                 | 4.20,25 0PB0  | Emilia Jousimaa Lahden Ahkera      | 4.29,58       |
| 5 000 meter        | Camilla Richardsson Esbo IF                    | 15.33,35      | Janica Rauma Turun Urheiluliitto            | 16.35,98 0SB0 | Aino Niemi Turun Urheiluliitto     | 16.40,74 0PB0 |
| 10 000 meter       | Nina Chydenius Gamlakarleby IF                 | 34.08,99      | Johanna Peiponen Rovaniemen Lappi           | 34.12,79 0SB0 | Aino Niemi Turun Urheiluliitto     | 34.51,77 0PB0 |
| 100 meter häck     | Reetta Hurske Tampereen Pyrintö                | 12,87         | Jessica Kähärä Mikkelin Kilpa-Veikot        | 13,33         | Saara Keskitalo Espoon Tapiot      | 13,72         |
| 400 meter häck     | Kristiina Halonen Lappeenrannan Urheilu-Miehet | 56,97         | Frida Hämäläinen Tampereen Pyrintö          | 58,12 0PB0    | Laura Loponen Oulun Pyrintö        | 58,81 0SB0    |
| 3 000 meter hinder | Lotta-Maria Maine Turun Urheiluliitto          | 10.32,57 0SB0 | Janette Vänttinen Helsingin Kisa-Veikot     | 10.35,17 0PB0 | Pihla Hokkanen Kuopion Reipas      | 10.38,16      |
| 10 km gång         | Enni Nurmi Espoon Tapiot                       | 46.59         | Elisa Neuvonen Lappeenrannan Urheilu-Miehet | 48.45         | Venla Laiho Laitilan Jyske         | 49.37         |

#### Teknikgrenar
| Gren          | Guld                                 | Guld         | Silver                                      | Silver       | Brons                                       | Brons     |
| Höjdhopp      | Heta Tuuri Lahden Ahkera             | 1,88 m       | Sini Lällä Jyväskylän Kenttäurheilijat      | 1,85 m       | Ella Junnila Tampereen Pyrintö              | 1,85 m    |
| Stavhopp      | Elina Lampela Oulun Pyrintö          | 4,50 m 0=SB0 | Wilma Murto Salon Vilpas                    | 4,40 m       | Saga Andersson Esbo IF                      | 4,25 m    |
| Längdhopp     | Anne-Mari Lehtiö Kenttäurheilijat-58 | 6,22 m 0SB0  | Jessica Kähärä Mikkelin Kilpa-Veikot        | 6,18 m 0=PB0 | Taika Koilahti Turun Weikot                 | 6,17 m SB |
| Tresteg       | Kristiina Mäkelä Orimattilan Jymy    | 14,41 m w    | Senni Salminen Imatran Urheilijat           | 14,29 m      | Kira Kytölä Esbo IF                         | 13,44 m w |
| Kulstötning   | Senja Mäkitörmä Varpaisjärven Vire   | 17,51 m      | Eveliina Rouvali Kuopion Reipas             | 16,91 m      | Kaisa Kymäläinen Hirsilän Pyrkivä           | 15,97 m   |
| Diskus        | Salla Sipponen Keuruun Kisailijat    | 57,45 m      | Helena Leveelahti Virtain Urheilijat        | 53,93 m      | Katri Hirvonen Joensuun Kataja              | 52,05 m   |
| Släggkastning | Silja Kosonen Turun Urheiluliitto    | 69,78 m      | Krista Tervo Karhulan Katajaiset            | 68,98 m      | Sara Killinen Lapuan Virkiä                 | 66,59 m   |
| Spjutkastning | Sanne Erkkola Turun Urheiluliitto    | 55,94 m      | Jatta-Mari Jääskeläinen Turun Urheiluliitto | 55,28 m 0SB0 | Saara Lipsanen Lappeenrannan Urheilu-Miehet | 52,52 m   |

#### Mångkamp
| Gren    | Guld                           | Guld    | Silver                         | Silver       | Brons                    | Brons   |
| Sjukamp | Miia Sillman Tampereen Pyrintö | 5 775 p | Neea Käyhkö Savonlinnan Riento | 5 600 p 0PB0 | Jessica Rautelin Esbo IF | 5 292 p |